# Сибуя (станция)
Станция Сибуя (яп. 渋谷駅 Сибуя-эки) — железнодорожная станция, расположенная в специальном районе Сибуя японской столицы Токио. На 2004 год являлась четвёртой по загруженности станцией в Японии и мире, с пассажиропотоком в 2,4 миллиона пассажиров в будний день (после Синдзюку, Икэбукуро и Осака / Умэда). Является одной из основных узловых станций, связывающих пригороды с центральным Токио. Зданием железнодорожной станции является небоскрёб Shibuya Scramble Square. На станции установлены автоматические платформенные ворота.

## Линии

### East Japan Railway Company
- Линия Сайкё / Линия Сёнан-Синдзюку (Грузовая Линия Яманотэ) — также используется для движения поездов линии Нарита Экспресс
- Линия Яманотэ — не совсем обычное расположение платформ, поезда, идущие в обоих направлениях, останавливаются с одной и той же стороны платформы.

### Частные линии
Keio Corporation
- Линия Инокасира — конечная станция

Tokyu Corporation
- Линия Дэнъэнтоси — конечная станция, некоторые поезда продолжают движение по путям линии Хандзомон
- Линия Тоёко — конечная станция

### Метро
Tokyo Metro
- Линия Гиндза — конечная станция
- Линия Хандзомон — конечная станция, некоторые поезда продолжают движение по путям линии Дэнъэнтоси
- Линия Фукутосин — конечная станция, с 2012 года намечается начало совместного использования путей линии Тоёко

Линии Хандзомон и Фукутосин соединены напрямую и не требуют прохождения через турникеты при пересадке. Линия Гиндза не соединена напрямую с этими двумя линиями. Также нет прямого перехода с одной линии, принадлежащей Tokyu Corporation, на другую.

## Планировка станции
Основное здание станции занимает универмаг Tokyu Group. Линия Гиндза, изначально построенная и эксплуатируемая группой компаний Tokyu, располагает свои платформы на третьем этаже. Линии JR и Тоёко используют параллельные платформы на втором этаже, в то время как линия Хандзомон и линия Дэнъэнтоси делят между собой подземные платформы. Платформы линии Инокасира расположены на втором этаже здания Shibuya Mark City к западу от основного здания станции. Платформа линии Фукутосин, открытой в 2008 году, расположена на 5-м подземном этаже, прямо под улицей Мэйдзи (яп. 明治通り Мэйдзи до:ри) к востоку от станции линии Тоёко. В 2012 году линия Тоёко будет соединена со станций линии Фукутосин для обеспечение сквозного сообщения между линиями.
Всего существует 6 выходов из основного здания станции. Выход Хатико (яп. ハチ公口 Хатико:-гути) на западной стороне, названный так в честь собаки Хатико, статуя которой стоит неподалёку, прилегает к знаменитому перекрёстку Сибуя и является популярным местом для встреч в Токио. Выход Тамагава (яп. 玉川口 Тамагава-гути) на западной стороне ведёт к станции линии Инокасира.

### JR East
- Линия Яманотэ: две боковые платформы, два пути.
- Линия Сайкё и Линия Сёнан-Синдзюку: Одна платформа островного типа обслуживающая 2 пути.

| 1 | ■ Линия Яманотэ                                     | Мэгуро ・ Синагава ・ Токио              |  |
| 2 | ■ Линия Яманотэ                                     | Синдзюку ・ Икэбукуро                    |  |
| 3 | ■Линия Сайкё                                        | Синдзюку ・ Икэбукуро ・ Акабанэ ・ Омия |  |
| 3 | ■Линия Сёнан-Синдзюку (Соединена с линией Такасаки) | Омия ・ Кумагая ・ Такасаки ・ Маэбаси   |  |
| 3 | ■Линия Сёнан-Синдзюку (Соединена с линией Уцуномия) | Омия ・ Ояма ・ Уцуномия                 |  |
| 4 | ■Линия Сайкё Линия Ринкай                           | Эбису ・ Осаки Син-Киба                  |  |
| 4 | ■Линия Сёнан-Синдзюку (Соединена с линией Токайдо)  | Иокогама ・ Офуна ・ Одавара             |  |
| 4 | ■Линия Сёнан-Синдзюку (Соединена с линией Йокосука) | Иокогама ・ Офуна ・ Дзуси               |  |
| 4 | ■Ltd. Express Нарита Экспресс                       | Аэропорт Нарита                          |  |

### Линия Дэнъэнтоси и Линия Хандзомон
- Одна платформа обслуживает 2 пути.

| 1 | ■ Линия Дэнъэнтоси | Футако-Тамагава ・ Нагацута ・ Тюо-Ринкан                                  |
| 2 | ○ Линия Хандзомон  | Отэмати ・ Осиагэ ・ (Линия Исэсаки) Куки ・ (Линия Никко) Минами-Курихаси |

### Линия Тоёко и Линия Фукутосин
- Две платформы.

| 3・4 | ■ Линия Тоёко     | Нака-Мэгуро ・ Дзиюгаока ・ Иокогама ・ Мотомати-Тюкагаи |
| 5・6 | ■ Линия Фукутосин | Икэбукуро ・ Вакоси ・ Синринкоэн ・ Ханно               |

### Линия Гиндза
- Одна платформы обслуживают 2 пути.

| 1 | ■ (Только выход) |                                             |
| 2 | ○ Линия Гиндза   | Акасака-Мицукэ ・ Гиндза ・ Уэно ・ Асакуса |

### Линия Инокасира
- Две платформы обслуживают 2 пути.

| 1・2 | ■ Линия Инокасира | Симо-Китадзава ・ Мэйдаймаэ ・ Эйфукутё ・ Кугаяма ・ Китидзёдзи |

## История

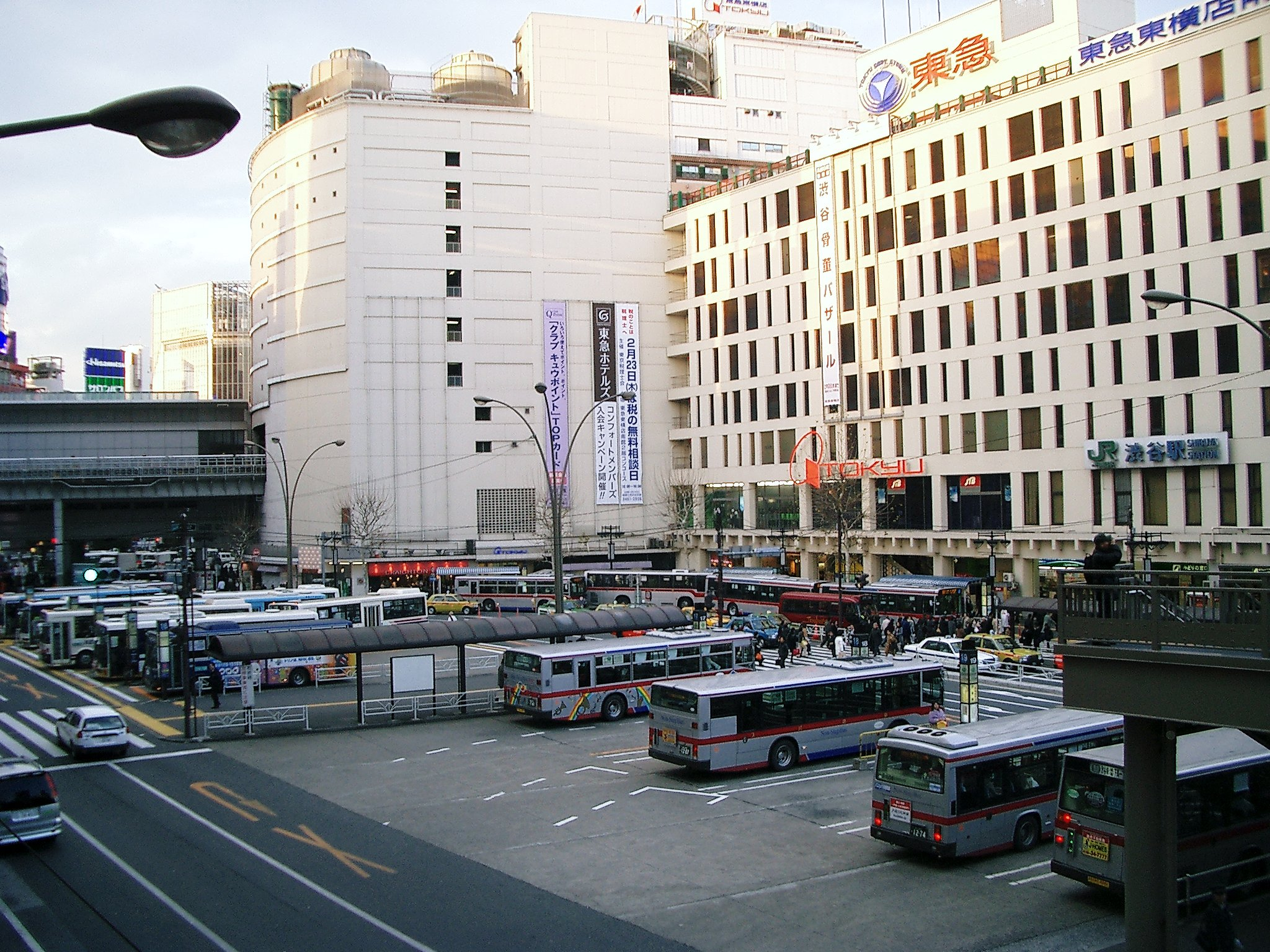
Автобусная станция на западной стороне станции Сибуя

Станция Сибуя была открыта 1-го марта 1885 года как одна из станций на линии Синагава, предшественнице современной линии Яманотэ. Впоследствии станция была расширена, чтобы вместить в себя железную дорогу Тамагава (1907; закрыта в 1969), линию Тоёко (1927), линию Тэйто Сибуя (1933; ныне Линия Инокасира), Скоростную Токийскую Железную Дорогу (1938; в 1941 полностью поглощена линией Гиндза), линию Дэнъэнтоси (1977) и линию Хандзомон (1978).
В период с 1925 по 1935 год станция стала широко известна в Японии историей верности и преданности собаки Хатико, которая на протяжении почти 10 лет ждала своего умершего хозяина, профессора Хидэсабуро Уэно
В июне 1946 года возле станции произошёл инцидент в Сибуе, повлиявший на положение китайской диаспоры в Японии.

## Окрестности станции
Окрестности станции — это коммерческий центр района Сибуя. Восточный выход станции соединён с Универмагом Токю, также вокруг станции расположено несколько других больших универмагов. Окрестности станции Сибуя, излюбленное место отдыха и развлечении токийской молодёжи. Под станцией, параллельно путям линий JR, протекает подземная река.

## Близлежацие станции
| «                            | «                            | Вид обслуживания         | »                | »                                |
| JR East                      | JR East                      | JR East                  | JR East          | JR East                          |
| Линия Яманотэ                | Линия Яманотэ                | Линия Яманотэ            | Линия Яманотэ    | Линия Яманотэ                    |
| ---------------------------- | ---------------------------- | ------------------------ | ---------------- | -------------------------------- |
| Эбису                        | Эбису                        | -                        | Харадзюку        | Харадзюку                        |
| Линия Сайкё                  |                              |                          |                  |                                  |
| Эбису                        | Эбису                        | Local                    | Синдзюку         | Синдзюку                         |
| Эбису                        | Эбису                        | Rapid                    | Синдзюку         | Синдзюку                         |
| Эбису                        | Эбису                        | Commuter Rapid           | Синдзюку         | Синдзюку                         |
| Линия Сёнан-Синдзюку         |                              |                          |                  |                                  |
| Синдзюку                     | Синдзюку                     | Local                    | Эбису            | Эбису                            |
| Синдзюку                     | Синдзюку                     | Rapid                    | Эбису            | Эбису                            |
| Синдзюку                     | Синдзюку                     | Special Rapid            | Осаки            | Осаки                            |
| Keiō                         |                              |                          |                  |                                  |
| Линия Инокасира              |                              |                          |                  |                                  |
| Конечная станция             |                              | Local                    |                  | Синсэн                           |
| Конечная станция             |                              | Express                  |                  | (Комаба-Тодаймаэ) Симо-Китадзава |
| Tōkyū                        |                              |                          |                  |                                  |
| Линия Дэнъэнтоси             |                              |                          |                  |                                  |
| Переходит в Линию Хандзомон  |                              | Local                    |                  | Икэдзириохаси                    |
| Переходит в Линию Хандзомон  |                              | Semi-Express             |                  | Икэдзириохаси                    |
| Переходит в Линию Хандзомон  |                              | Express                  |                  | Сангэндзяя                       |
| Линия Тоёко                  |                              |                          |                  |                                  |
| Конечная станция             |                              | Local                    |                  | Дайкан-Яма                       |
| Конечная станция             |                              | Express                  |                  | Нака-Мэгуро                      |
| Конечная станция             |                              | Commuter Ltd. Exp.       |                  | Нака-Иэгуро                      |
| Конечная станция             |                              | Ltd. Exp.                |                  | Нака-Иэгуро                      |
| Tōkyō Metro                  |                              |                          |                  |                                  |
| Линия Гиндза                 |                              |                          |                  |                                  |
| Конечная станция             | Конечная станция             | -                        | Омотэсандо       | Омотэсандо                       |
| Линия Хандзомон              |                              |                          |                  |                                  |
| Переходит в Линию Дэнъэнтоси | Переходит в Линию Дэнъэнтоси | -                        | Омотэсандо       | Омотэсандо                       |
| Линия Фукутосин              |                              |                          |                  |                                  |
| Мэйдзи-Дзингумаэ             | Мэйдзи-Дзингумаэ             | Local Express(Holiday)   | Конечная станция | Конечная станция                 |
| Синдзюку-Сантёмэ             | Синдзюку-Сантёмэ             | Express Commuter Express | Конечная станция | Конечная станция                 |